# Sirintip Phasuk
Sirintip Phasuk född 1991, är en svensk-thailändsk vokalist, röstkonstnär och kompositör med inriktning på jazz, pop och elektronisk musik.
Phasuk är född i Thailand med flyttade till Stockholm som elvaåring. Efter att ha gått Adolf Fredriks musikklasser tog hon kandidatexamen 2015 vid Kungliga Musikhögskolan i Stockholm.
Phasuk var 2015 finalist i tävlingen ”Theolonious Monk International Vocal Jazz Competition”, och erbjöds då skivkontrakt av Snarky Puppys GroundUP Music och Michael League. Tillsammans med honom och trummisen Mark Guiliana skapade hon sedan Tribus (latin: Tre) – debutalbumet som speglar hennes rötter i tre kulturer: Thailand (där hon växte upp), Sverige (där hon gick på Musikhögskolan) och USA där hon studerat vid Manhattan School of Music. Skivan släpptes i februari 2018.

## Diskografi
- 2018 - Tribus, GroundUP Music 17157
- 2022 - carbon, Ropeadope 702338915833